# Burford
Burford – miasto w Wielkiej Brytanii, w Anglii, w regionie South East England, w hrabstwie Oxfordshire. W 2001 r. miasto to zamieszkiwało 5 972 osób.